# 中村富十郎 (5代目)
五代目 中村 富十郎（ごだいめ なかむら とみじゅうろう、1929年〈昭和4年〉6月4日 - 2011年〈平成23年〉1月3日）は、歌舞伎役者。屋号は天王寺屋。定紋は八本矢車。日本芸術院会員、重要無形文化財保持者（人間国宝）。
本名は渡邊 一（わたなべ はじめ）。父は四代目中村富十郎、母は日本舞踊吾妻流家元の初代吾妻徳穂。正四位と旭日重光章追贈。

## 略歴
- 1943年（昭和18年）8月 - 大阪中座「鏡獅子」の胡蝶で四代目坂東鶴之助を名乗り初舞台。
- 1964年（昭和39年）4月 - 歌舞伎座『頼朝の死』の畠山重保ほかで六代目市村竹之丞を襲名。
- 1972年（昭和47年）9月 - 歌舞伎座『逆櫓』の樋口と『娘道成寺』で五代目中村富十郎を襲名。
- 2011年（平成23年）1月3日 - 午後8時28分に直腸がんにより東京都中央区の病院にて急逝[5][6][7]。81歳没。戒名は「富春院妙舞宗一居士」。

## 受賞等
受賞
- 1960年（昭和35年） - テアトロン賞[8]
- 1965年（昭和40年） - テアトロン賞[8]
- 1985年（昭和60年） - 眞山青果賞大賞[8][9]
- 1987年（昭和62年） - 日本芸術院賞[10]
- 1990年（平成02年） - 紫綬褒章[8]
- 1994年（平成06年） - 松尾芸能賞大賞[8]
- 1996年（平成08年） - 日本芸術院会員[8]
- 2000年（平成12年） - 眞山青果賞大賞[8][9]
- 2003年（平成15年） - 旭日中綬章[8]
- 2008年（平成20年） - 文化功労者[8]
- 2011年（平成23年） - 正四位・旭日重光章追贈[8]

その他
- 1994年（平成06年） - 重要無形文化財（芸能の部 歌舞伎立役「五世 中村富十郎」）保持者として各個認定（いわゆる人間国宝）[2]

## 芸風
生前は随一の立方、踊りの名手として知られた。若年時、上方を中心に活躍した際には、二代目中村扇雀とともに、その美貌から「扇鶴コンビ」と呼ばれ人気を博した。この時期には武智歌舞伎にも参加し、ここで積極的に実験的な手法に触れ、古典の品格や解釈を学んだことは大きい。加えて、終戦後母と共にアヅマ・カブキとして日本舞踊の欧米公演を行ったことは、富十郎自身が語るように、その芸に有形無形の影響を与えている。
一方で東京に出てからは、十五代目羽左衛門系の颯爽とした芸系とともに、二代目尾上松緑に師事して六代目尾上菊五郎の写実的な世話物の系統、また松緑が得意とした荒事や舞踏にいたるまで広く学んだ。平成に入ってからは四代目中村雀右衛門との名コンビを謳われて『二人椀久』などの傑作を残している。
当り役は数多いが、特に初代が初演した『京鹿子娘道成寺』にはお家芸としての特別な自覚があり、五代目富十郎襲名興行でも伝統に則ってこれを務めているが、2003年のNHK古典芸能鑑賞会において実質踊り収めをしている。その芸については、ほとんど当代の役者を褒めなかった池波正太郎が絶賛していたことでもその品の良さの一端を窺い知ることが出来た。

## 主なる当たり役

### 時代物
- 『勧進帳』武蔵坊弁慶・富樫左衛門
- 『ひらかな盛衰記・逆櫓』樋口次郎兼光・畠山重忠
- 『源平布引滝・実盛物語』斎藤別当実盛
- 『本朝廿四孝・十種香』武田勝頼
- 『仮名手本忠臣蔵』早野勘平・寺岡平右衛門・高師直
- 『菅原伝授手習鑑』梅王丸・松王丸・藤原時平公
- 『絵本太功記・十段目尼ケ崎閑居』真柴久吉
- 『寿曽我対面』曽我五郎・工藤祐経・小林朝比奈
- 『伽羅先代萩・御殿』仁木弾正妹八汐・仁木弾正・細川勝元
- 『国姓爺合戦』和藤内・甘輝
- 『義経千本桜』佐藤忠信実は源九郎狐・いがみの権太・梶原平三景時
- 『梶原平三誉石切』梶原平三景時・大庭三郎
- 『鬼一法眼三略巻』吉岡鬼一法眼

### 世話物
- 『盲長屋梅加賀鳶』竹垣道玄・日陰町松蔵
- 『夏祭浪花鑑』釣船三婦
- 『青砥稿花紅彩画』日本駄右衛門
- 『双蝶々曲輪日記』濡髪長五郎
- 『於染久松色読販』鬼門の喜兵衛
- 『新皿屋舗月雨暈』魚屋宗五郎
- 『隅田川続佛』道具屋甚三
- 『恋飛脚大和往来・封印切』丹波屋八右衛門

### 舞踊
- 『京鹿子娘道成寺』白拍子花子
- 『二人椀久』椀屋久兵衛
- 『船弁慶』静御前・平知盛の亡霊
- 『浮かれ坊主』願人坊主
- 『六歌仙色彩』文屋康秀・喜撰法師
- 『供奴』奴
- 『鏡獅子』御小姓弥生後に獅子の精

### 新歌舞伎
- 『江戸城総攻』西郷隆盛
- 『御浜御殿綱豊卿』 富森助右衛門
- 『頼朝の死』畠山重保・尼御台北条政子

## 逸話
富十郎が「市村竹之丞」を六代目として襲名する際には一悶着あった。「市村竹之丞」は、かつては江戸三座のひとつ市村座の座元を兼ねる市村宗家の名跡であり、過去には「市村羽左衛門」とほぼ同等の重きをなす橘屋ゆかりの名跡である。いくら富十郎が十五代目市村羽左衛門の孫でも直系ではない外孫であるため、襲名を不服に思う十七代目市村羽左衛門は襲名披露興行の口上で「本来ならば、竹之丞の名跡を継ぐべき人ではない」と挨拶。必ずしも晴れの舞台にはふさわしいとはいえないこの発言は物議を醸した。
喜劇役者の伊東四朗の回想にて、まだ駆け出しだった頃の伊東が二代目尾上松緑に芝居の台本を持ち込み教えを請うべく歌舞伎座へ訪れた折、楽屋に通され、松緑から「おい、この若い人に女形について教えてやんなさい」と話を振られて、伊東に当時四代目鶴之助と名乗っていた富十郎が女形についての講釈をしてくれたという。
富十郎は1996年1月17日に33歳年下の元女優：久邇瑳代子こと橋爪正恵（当時33歳）と結婚、1999年には長男・大が、2003年には長女・愛子が生れた。富十郎69歳と74歳のときの子であるところから、これは大きな話題にもなった。
なお、これ以前にも2回結婚し、竹之丞時代の1967年（昭和42年）に息子が「市村録太郎」（十五代目羽左衛門の本名から取った芸名）として初舞台を踏んでいるが、これに際し録太郎を十六代目羽左衛門未亡人の養子とし、自らはその後見役となり前述の十七代目羽左衛門と同座して初舞台の場に臨んだ。この息子は既に廃業している。
瑳代子との間の長男・大は2001年（平成13年）に中村大を名乗って初舞台を踏み、2005年（平成17年）11月に中村鷹之資と改名した。大向うから「豆天王」「若天王」などと掛け声がかかるこの鷹之資に、富十郎は20歳になった折に「富十郎」の名跡を譲ることを生前に公言していた。天王寺屋の跡取りは鷹之資、橘屋の系統は十七代目の次男・二代目市村萬次郎一家と十七代目市村家橘のみとなっている。
晩年は二代目中村吉右衛門一座の上置きとなっており、吉右衛門は鷹之資の後ろ盾にもなっている。

## 映画出演
- 忠臣蔵 花の巻・雪の巻（1954年、松竹）
- 柳生一族の陰謀（1978年） 猿若勘三郎
- 写楽（1995年）市川團十郎
- 学校II（1996年） 小宮山勇吉

## テレビ出演
- 講談ドラマ 遠山の金さん（1962年、NHK） - 遠山金四郎
- 大河ドラマ（NHK）
  - 赤穂浪士（1964年） - 土屋主税
  - 源義経（1966年） - 平知盛
  - 天と地と（1969年） - 鬼小島弥太郎
  - 勝海舟（1974年） - 西郷隆盛
  - 獅子の時代（1980年） - 西郷隆盛
- 大忠臣蔵 （1971年、NET） - 仙石伯耆守
- 子連れ狼（1973年、日本テレビ）－梶山帯刀
- 女たちの忠臣蔵（1979年、TBS） - 細川越中守
- 額田女王（1980年、朝日放送） - 孝徳天皇
- 竜馬がゆく（1982年、テレビ東京） - 西郷隆盛
- ETV特集「弁慶の復活〜中村富十郎父子 勧進帳に挑む」（2009年7月5日、NHK教育）

## 関連文献
- 『五代目 中村富十郎―五十年の芸』 1994年4月、講談社。ISBN 978-4062067591
- 「学ぶこと」を考える 2001年10月、慶應義塾日吉キャンパス。ISBN 978-4766408744
- 『父、中村富十郎　その愛につつまれて』渡邊正恵編／2017年11月、冨山房インターナショナル。ISBN 978-4866000404

## ビデオ・DVD
- 歌舞伎名作撰 達陀 / 二人椀久（NHKエンタープライズ）
- 歌舞伎名作撰 恋飛脚大和往来 封印切（NHKエンタープライズ）
- 歌舞伎名作撰 勧進帳（NHKエンタープライズ）
- 学校II（松竹ホームビデオ）